# Čchondži

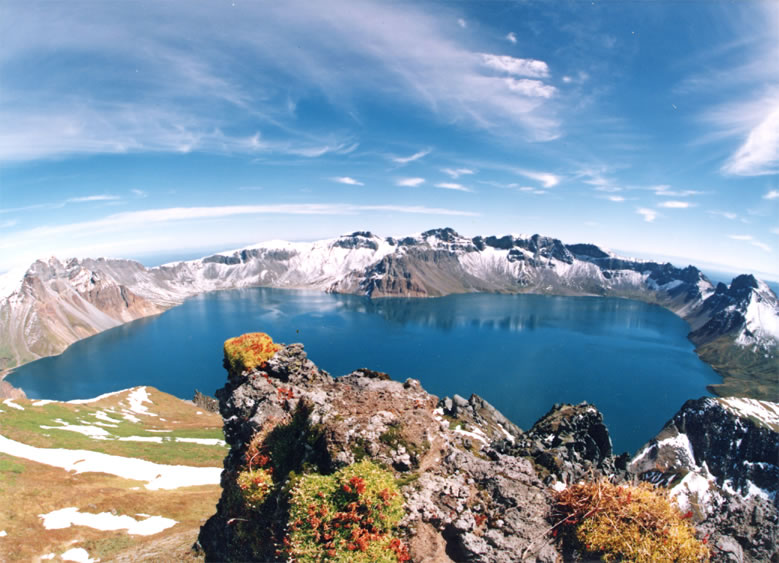
Nebeské jezero, korejsky Čchondži, podle kterého je tul pojmenován

Čchondži (korejsky 천지 – Čchŏndži, v anglickém přepisu Cheon-Ji nebo Chon-ji) je tul, který se učí nositelé technického stupně 9. kup v bojovém umění taekwondo. Tul vytvořili v letech 1962–1964 podplukovník U Čonglim a seržant Kim Bokman.

## Význam názvu
Čchondži znamená doslova nebe země, což se v Orientu vykládá jako stvoření světa nebo počátek lidské historie. Proto je to první vzor, který se učí začátečníci. Skládá se ze dvou podobných částí; jedna představuje nebe a druhá zemi.

## Pohyby vzoru
Výchozí postoj: naranhi čunbi sogi
1. ↩ konnun so pakat pchalmok nadžunde makki
2. ↑ konnun so ap čirugi
3. ↷ konnun so pakat pchalmok nadžunde makki
4. ↑ konnun so ap čirugi
5. ↲ konnun so pakat pchalmok nadžunde makki
6. ↑ konnun so ap čirugi
7. ↷ konnun so pakat pchalmok nadžunde makki
8. ↑ konnun so ap čirugi
9. ↲ niundža so ap pchalmok kaunde jop makki
10. ↑ konnun so ap čirugi
11. ↷ niundža so ap pchalmok kaunde jop makki
12. ↑ konnun so ap čirugi
13. ↲ niundža so ap pchalmok kaunde jop makki
14. ↑ konnun so ap čirugi
15. ↷ niundža so ap pchalmok kaunde jop makki
16. ↑ konnun so ap čirugi
17. ↑ konnun so ap čirugi
18. ↓ konnun so ap čirugi
19. ↓ konnun so ap čirugi

Závěrečný postoj: ↑ naranhi čunbi sogi